# Murgisca
Murgisca is een geslacht van vlinders van de familie snuitmotten (Pyralidae), uit de onderfamilie Chrysauginae.

## Soorten
- M. cervinalis Walker, 1863
- M. diplommamatalis Dyar, 1914
- M. subductellus Möschler, 1890